# Halsbandssnårsparv
Halsbandssnårsparv (Pipilo ocai) är en fågel i familjen amerikanska sparvar inom ordningen tättingar.

## Utseende och läte
Halsbandssnårsparven är en stor (21 cm) och bjärt färgad sparv, med kastanjebrun hjässa, grön ovansida, svart på kinden och i ett bröstband, grå flanker och vit haka. Den är märkligt nog mycket lik den ej närbesläktade arten kastanjekronad sparv (Arremon brunneinucha), men denna har tunnare bröstband och mer gyllene ögonbrynsstreck, ej vitt. Sången hos halsbandssnårsparven skiljer sig också kraftigt, drillar uppblandat med tjippande ljud jämfört med kastanjekronade sparvens mycket ljusa och väsande sång.

## Utbredning och systematik
Halsbandssnårsparv förekommer i bergstrakter i Mexiko och delas in i fem underarter med följande utbredning:
- Pipilo ocai alticola – västra Mexiko (västra Jalisco och nordöstra Colima)
- Pipilo ocai nigrescens – västra Mexiko (nordcentrala Michoacán)
- Pipilo ocai guerrerensis – sydvästra Mexiko (Sierra Madre del Sur i Guerrero)
- Pipilo ocai brunnescens – södra Mexiko (centrala Oaxaca)
- Pipilo ocai ocai – sydöstra Mexico (östra Puebla och västcentrala Veracruz)

Underarterna guerrerensis och brunnescens inkluderas ibland i nominatformen.
Arten hybridiserar frekvent med fläckig snårsparv i norr och öster, där underarten alticol formar en hybridsvärm. I Oaxaca häckar dock underarten brunnescens sympatriskt med fläckig snårsparv utan att hybridisera.

### Familjetillhörighet
Tidigare fördes de amerikanska sparvarna till familjen fältsparvar (Emberizidae) som omfattar liknande arter i Eurasien och Afrika. Flera genetiska studier visar dock att de utgör en distinkt grupp som sannolikt står närmare skogssångare (Parulidae), trupialer (Icteridae) och flera artfattiga familjer endemiska för Karibien.

## Levnadssätt
Halsbandssnårsparven hittas i bergstrakter från 1500 till 3500 meters höjd. Där frekventerar den undervegetation i fuktiga skogar med tall och ek. Den håller sig ofta dold, men kan ses födosöka utmed fält eller vägrenar, framför allt i början och slutet av dagen.

## Status och hot
Arten har ett stort utbredningsområde och en stor population, men tros minska i antal, dock inte tillräckligt kraftigt för att den ska betraktas som hotad. Internationella naturvårdsunionen IUCN listar därför arten som livskraftig (LC). Beståndet uppskattas till i storleksordningen 50 000 till en halv miljon vuxna individer.

## Namn
Fågelns vetenskapliga artnamn hedrar Rafael Montes de Oca, mexikansk konstnär och naturforskare.